# Чегет
Чеге́т (карач.-балк. чегет, «северный» или «находящееся в тени») — неофициальное устоявшееся название горы Кавказа, с вершинами Донгуз-Орунбаши (3769,3 м) и Азаучегет-Карабаши (3416,0 м), в Приэльбрусье (южнее Эльбруса), популярное место туризма и центр горнолыжного спорта. Расположена в Кабардино-Балкарской Республике Российской Федерации. Знаменита своими «чёрными трассами».
В честь горы названы кресло для космического корабля Федерация и абонентский комплекс, являющийся частью автоматизированной системы управления ядерными силами РФ «Казбек».

## История

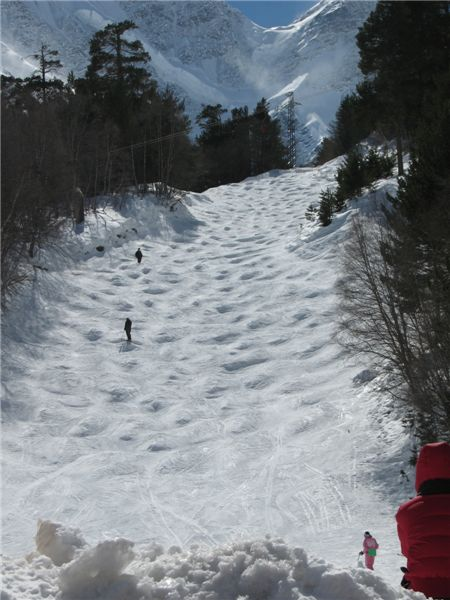
Выкат в трубу

18 февраля 1963 года введена в эксплуатацию первая в Приэльбрусье канатно-кресельная дорога на гору Чегет. Её протяжённость — 1600 м, перепад высот — 650 м.
1966 год. Закончилось строительство второй очереди канатно-кресельной дороги на горе Чегет — «Чегет-2». В марте состоялись финальные соревнования Зимней Спартакиады народов СССР 1966.
1969 году начала действовать канатно-подвесная дорога на горе Чегет. 1975 год. Финал Зимней Спартакиады профсоюзов СССР.
3 марта 2017 года на северном склоне горы Чегет сошла лавина, убившая, по официальным данным, 7 туристов.
В 2018 году в честь горы назвали новое кресло для космического корабля «Федерация».

## Горнолыжные трассы

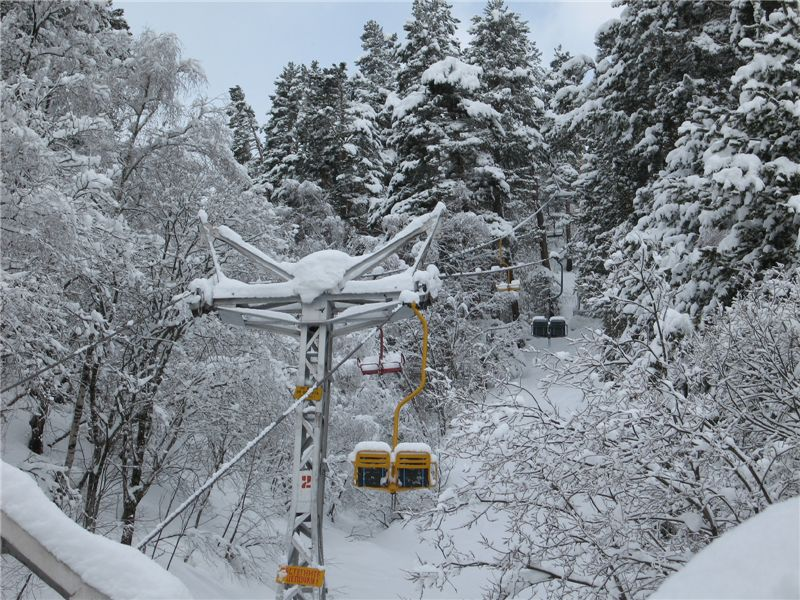
Двукресельный подъёмник

На горе Чегет действует 4 подъёмника и три очереди На первой очереди работают двукресельный и однокресельный подъёмники, на второй — однокресельный, а на третьей — бугельный (абонементы на нём не действуют, катание за отдельную плату). Катание возможно с конца ноября по май. Максимальная высота подъёма 3050 метров. Перепад высот катания 1140 метров. На высоте 3040 м расположена метеостанция для наблюдения за снежным покровом.
На самых крутых участках центрального склона нарытые за день бугры в течение ночи ненадолго разглаживаются.

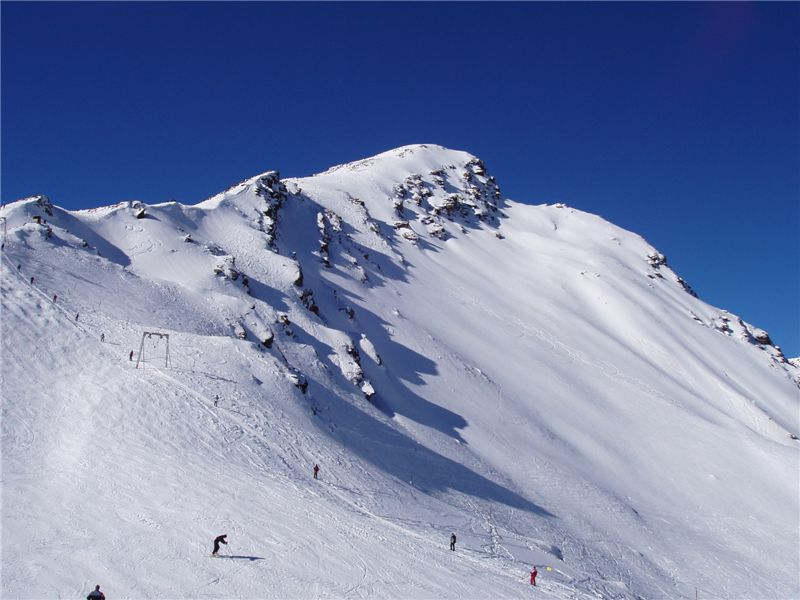
Бугельный подъёмник

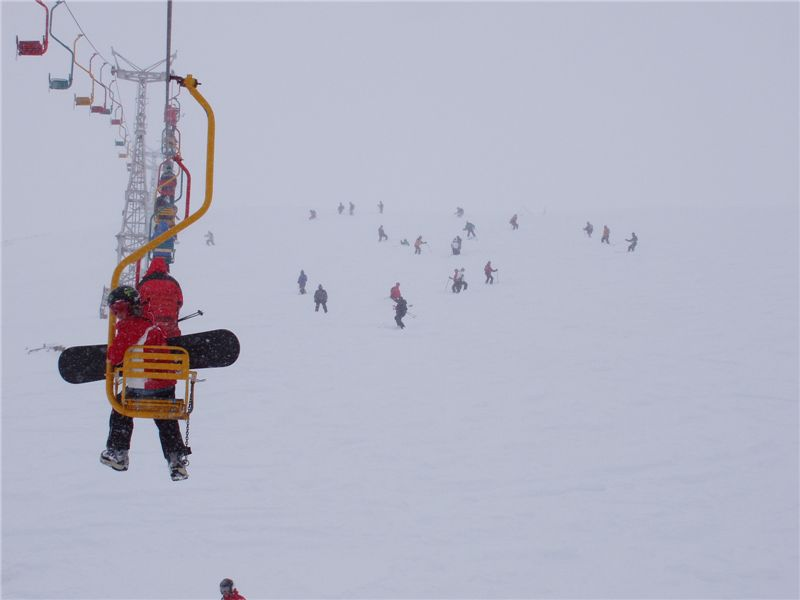
Вторая очередь

С Чегета открывается вид на Баксанское ущелье, посёлок Терскол, двуглавый Эльбрус с одной стороны и на Донгузорун-Чегет-Карабаши, Когутаи и Накру с другой.
На склоне горы Чегет на второй очереди, на высоте 2719 м, имеется кафе и обзорная площадка. Гостиницы построены на Чегетской поляне.
Разнообразный и сложный рельеф представляет интерес для внетрассового катания. Гора опасна для новичков, желающих попробовать себя за пределами трасс. Ежегодно в лавинах и на сбросах гибнут туристы. В поселке Терскол работают гиды. Протяжённость горнолыжных трасс достигает 16 км.

## Галерея

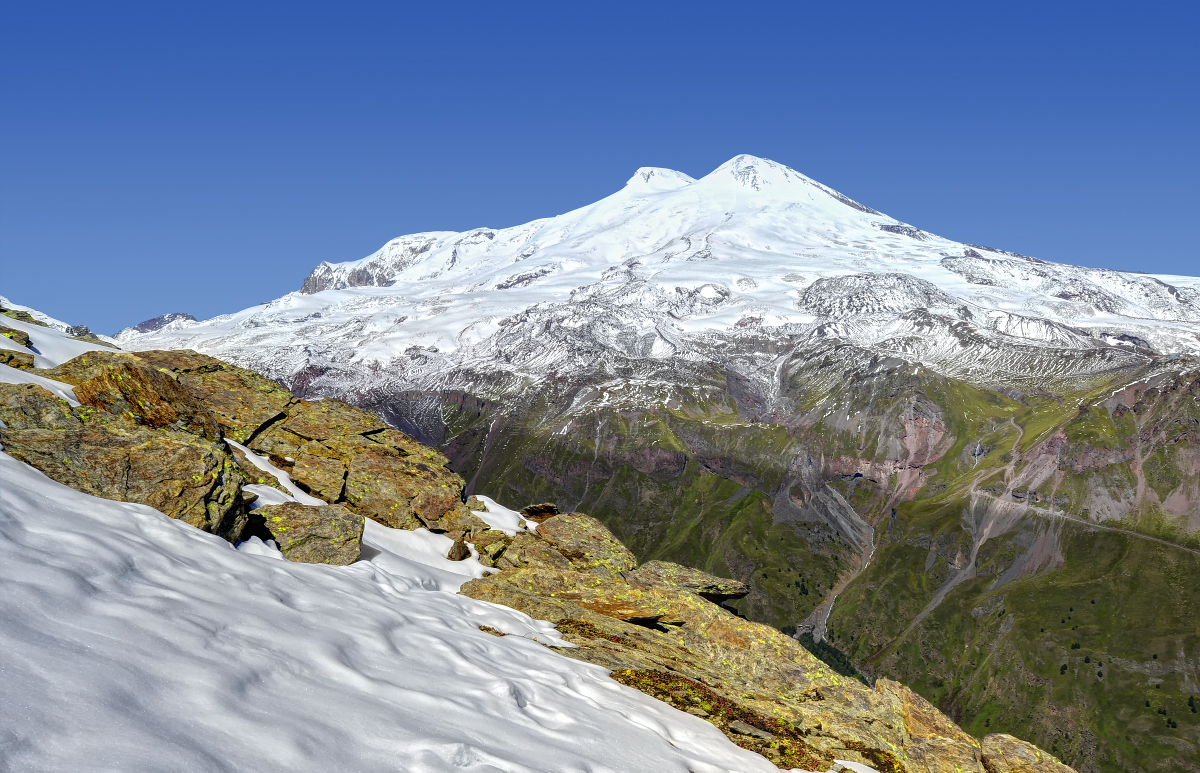
Вид на Эльбрус с Чегета
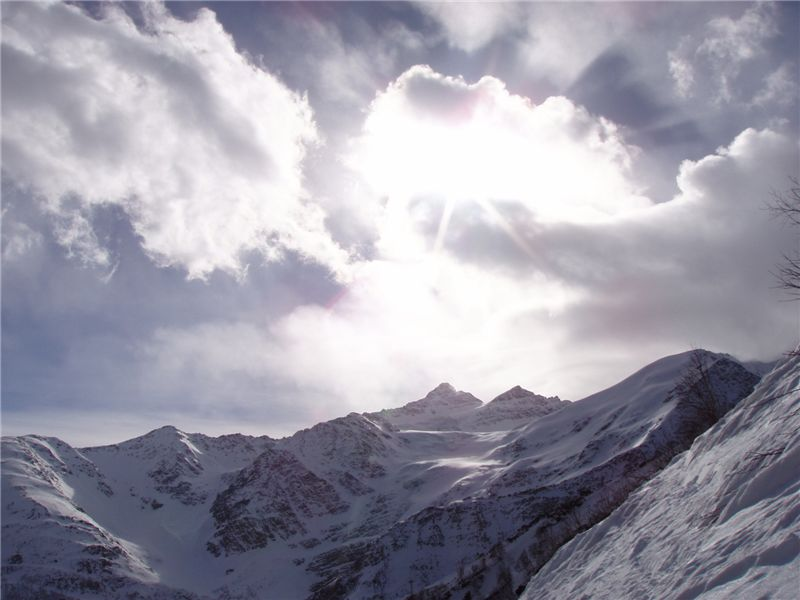
Когутаи
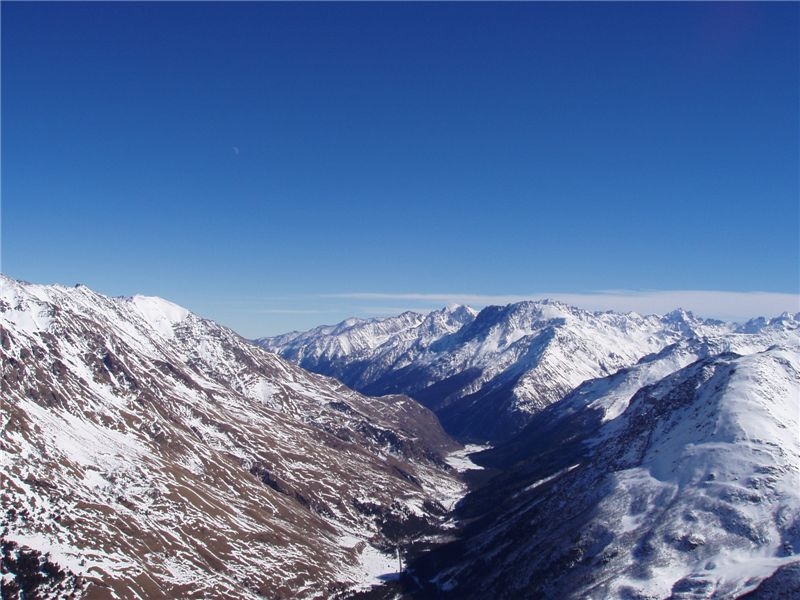
Баксанское ущелье с вершины Чегета
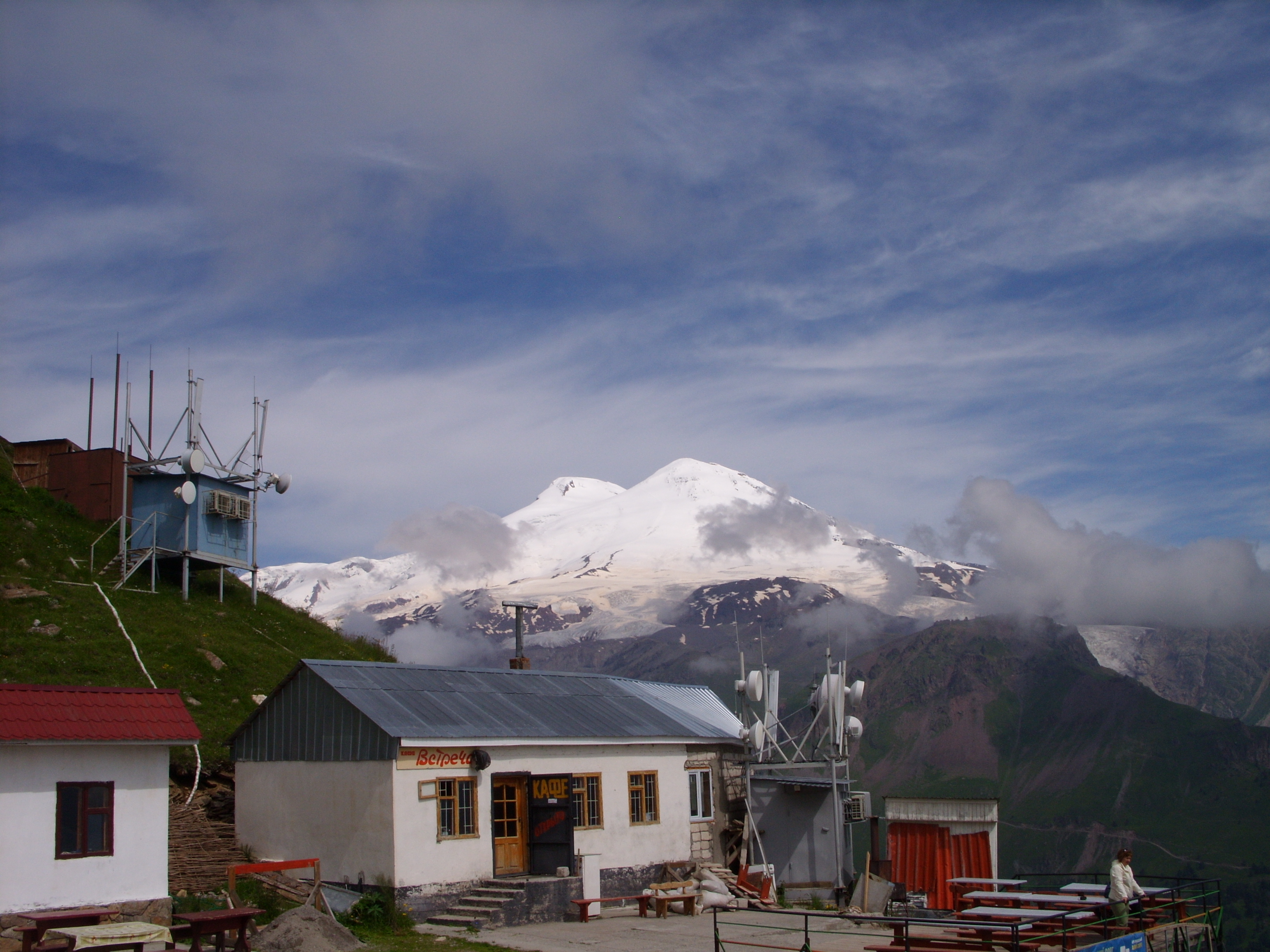
На средней станции. Вид на Эльбрус
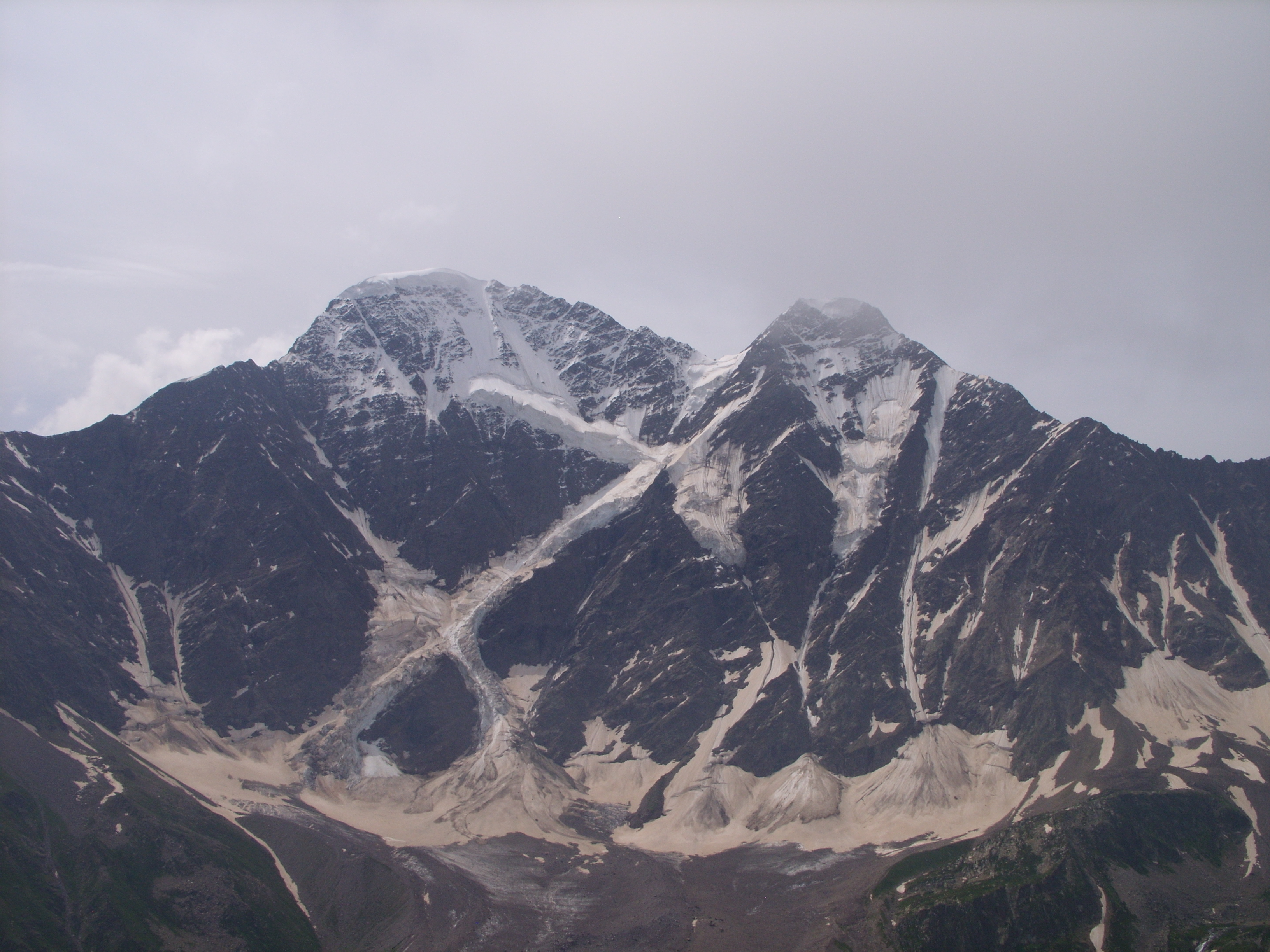
Гора Донгузорун-Чегет-Карабаши и ледник «Семёрка» с Чегета